# Hamiltony
Hamiltony jsou vesnice, součást města Vyškov. Původně náležely k panství vyškovskému, nejstarší zdejší pozemkové knihy jsou z roku 1764. Původní název vsi, používaný do roku 1784, byl Hamiltonky. Jsou bývalou osadou městečka Dědice.

## Lokalizace
Osada leží v úzkém údolí Velké Hané, severním směrem od Vyškova. Na území osady se nachází zřícenina hrádku Dědice, (lokalizovaná naproti kaple Strachotínka na vysokém valu) a pseudogotická kaple sv. Cyrila a Metoděje z roku 1871 (základní kámen položen 5. července), nazývaná lidově Strachotínka (podle staročeské verze Metodějova jména Strachota). Stojí nad pramenem, z kterého údajně křtili věrozvěsti Cyril a Metoděj.
Slavnost v roce 1871 byla uspořádána P. Františkem Pavlíkem. Čtyřspřeží řídil na jeho přání dědický mlynář a poslanec Moravského zemského sněmu Alois Kleveta. Kaple sv. Cyrila a Metoděje byla postavena později.

## Historie
Název osady je odvozen od jména olomouckého biskupa a hraběte Maxmiliána z Hamiltonu (1761-1776), za něhož byla ves založena. Na mapě 1. vojenského mapování prováděného v 80. letech 18. století je vidět nepojmenovaný zárodek vsi. V polovině 19. století bylo místo označováno jako Hamilton, které se dále změnilo na Hamiltony. Hamiltony byly stejně jako Pazderna osadou městečka Dědic. V roce 1941 se staly osadou obce Vyškov. Po rozluce v roce 1945 byly obcí až do roku 1949, kdy se opět staly osadou obce Vyškov.[zdroj?]
Každý rok se zde 5. července koná církevní pouť. Pravidelně zde řečnil bývalý dražovský farář a poslanec dr. A. C. Stojan, pozdější arcibiskup olomoucký.

## Obyvatelstvo
Vývoj počtu obyvatel za celou obec i za její jednotlivé části uvádí tabulka níže, ve které se zobrazuje i příslušnost jednotlivých částí k obci či následné odtržení.
| Místní části (rok sloučení) | Místní části (rok sloučení) | 1791 | 1834 | 1869 | 1880 | 1890 | 1900 | 1910 | 1921 | 1930 | 1950  | 1961  | 1970  | 1980  | 1991  | 2001  | 2011  |
| --------------------------- | --------------------------- | ---- | ---- | ---- | ---- | ---- | ---- | ---- | ---- | ---- | ----- | ----- | ----- | ----- | ----- | ----- | ----- |
| Počet obyvatel              | část Hamiltony (1941,1949)  | 174  | 199  | 250  | 297  | 351  | 374  | 451  | 478  | 476  | 414   | 432   | 377   | 332   | 312   | 326   | 372   |
| Počet obyvatel              | část Vyškov                 |      |      |      |      |      |      |      |      |      | 13216 | 13490 | 15056 | 18956 | 22384 | 22188 | 21019 |
| Počet obyvatel              | celá obec                   | 174  | 199  | 250  | 297  | 351  | 374  | 451  | 478  | 476  | 13630 | 13922 | 15433 | 19288 | 22696 | 22514 | 21391 |
| Počet domů                  | část Hamiltony              | 31   | 35   | 35   | 39   | 44   | 50   | 68   | 80   | 92   | 104   | -     | 109   | 110   | 127   | 130   | 154   |
| Počet domů                  | část Vyškov                 |      |      |      |      |      |      |      |      |      | 2466  | -     | 2448  | 2547  | 3063  | 3116  | 3364  |
| Počet domů                  | celá obec                   | 31   | 35   | 35   | 39   | 44   | 50   | 68   | 80   | 92   | 2570  | 2473  | 2557  | 2657  | 3190  | 3246  | 3518  |

### Náboženský život
Hamiltony jsou přidruženy k římskokatolické farnosti Vyškov-Dědice. Ta je součástí Vyškovského děkanátu Olomoucké arcidiecéze v Moravské provincii. Území zdejší farnosti zahrnuje nejen oblast samotné obce, ale i dědické osady Pazderny, Lhoty, Opatovic, Radslavic a Radslaviček. Hlavním duchovním stánkem farnosti je Kostel Nejsvětější Trojice v centru obce Dědice. Místním farářem a administrátorem excurendo je od července 2010 ThLic. ICLic. František Cinciala.

## Pamětihodnosti

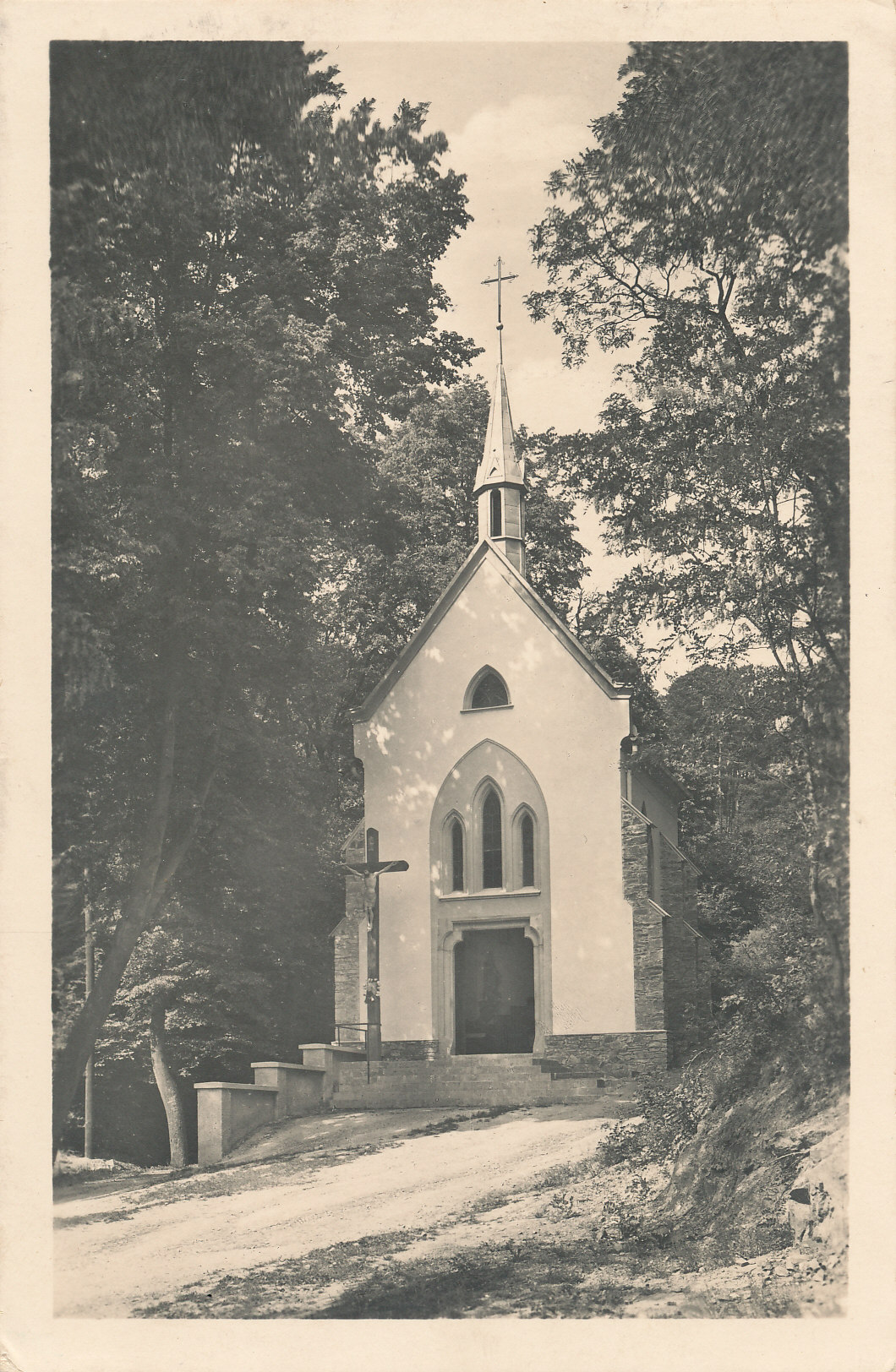
Kaplička Strachotinka v Hamiltonech po provedení úprav

- Kaple svatého Cyrila a Metoděje, zvaná Strachotínka
- Zaniklý hrad Dědice

## Galerie

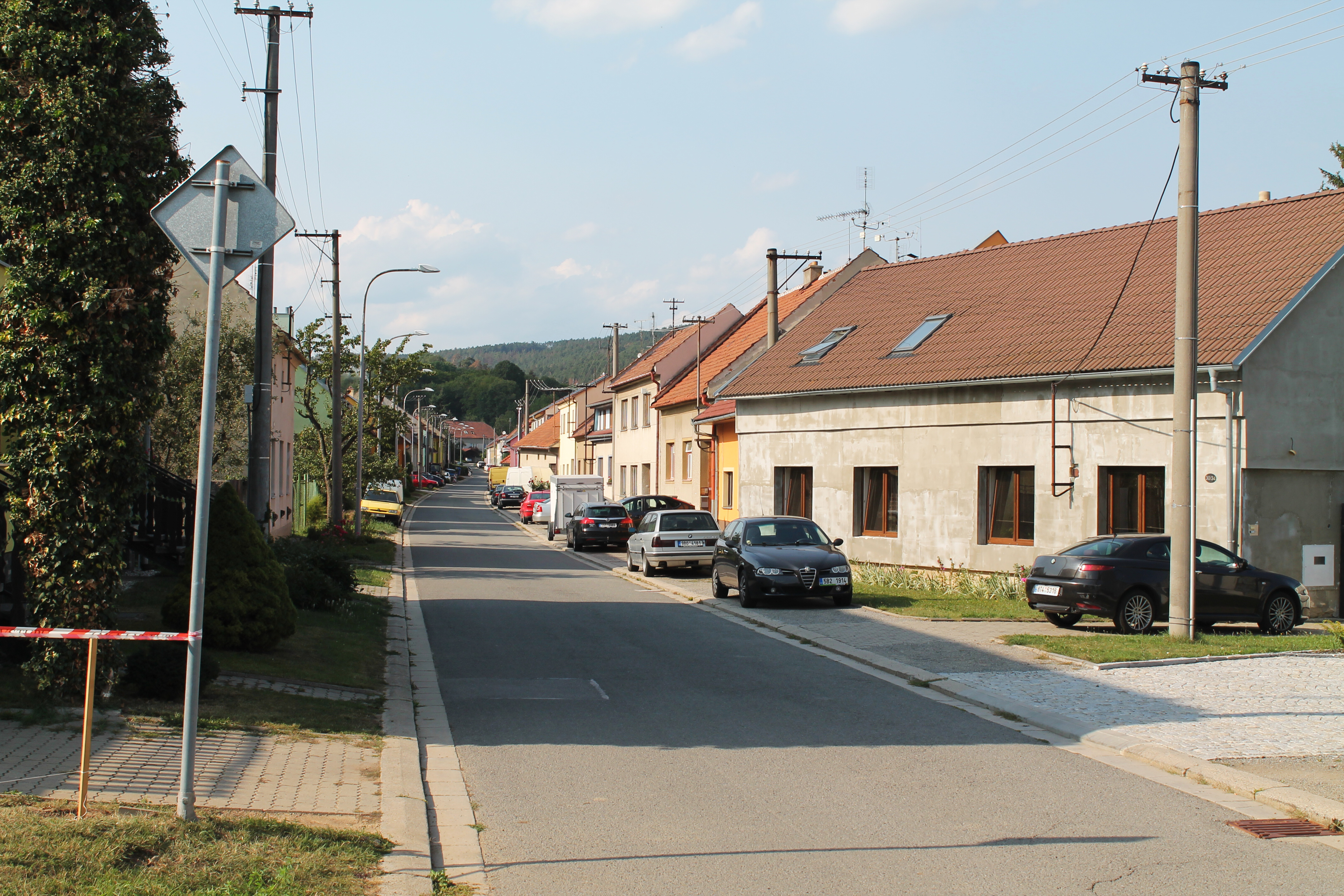
Hamiltonská ulicovka
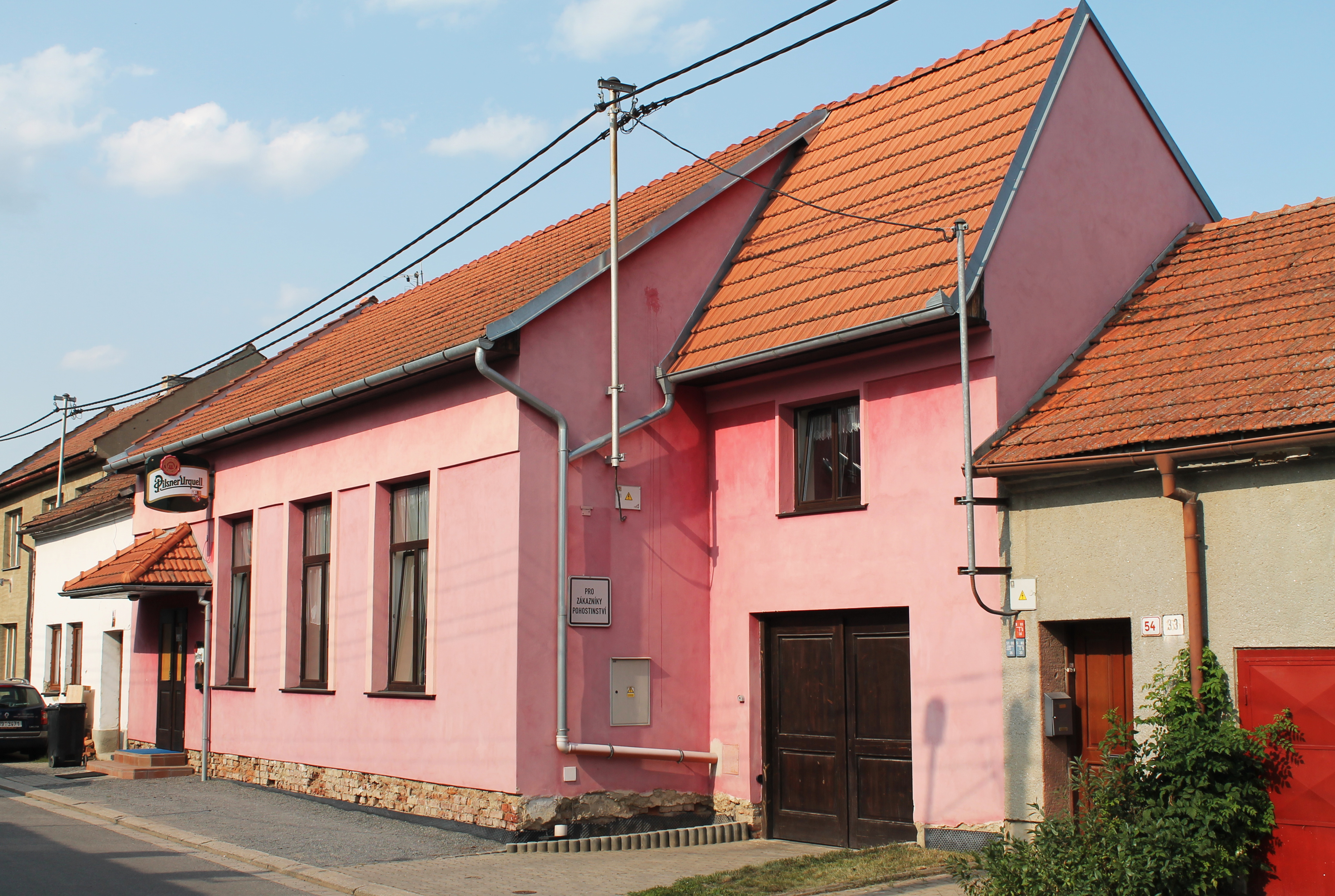
Restaurace v Hamiltonech
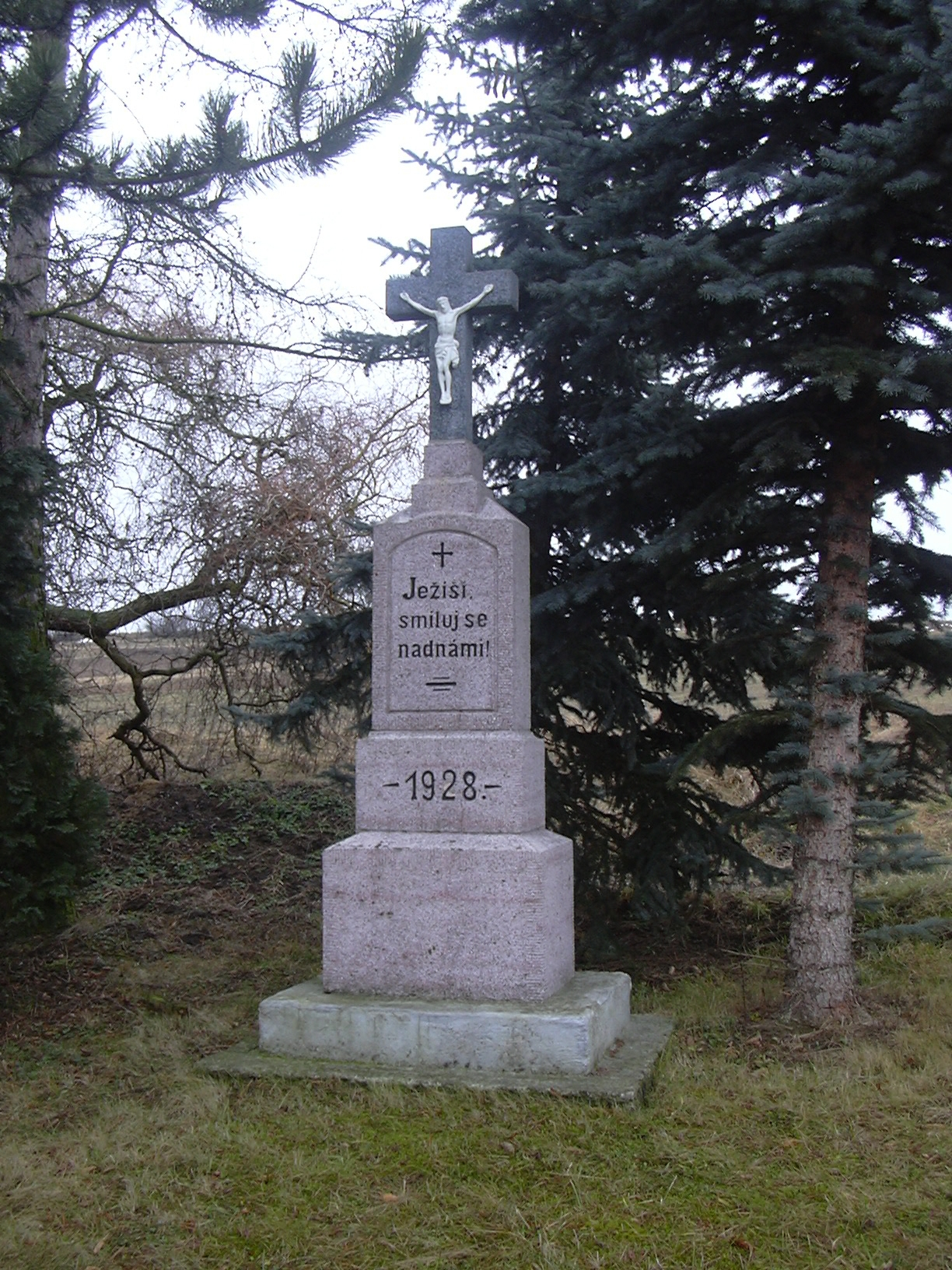
Kamenný kříž
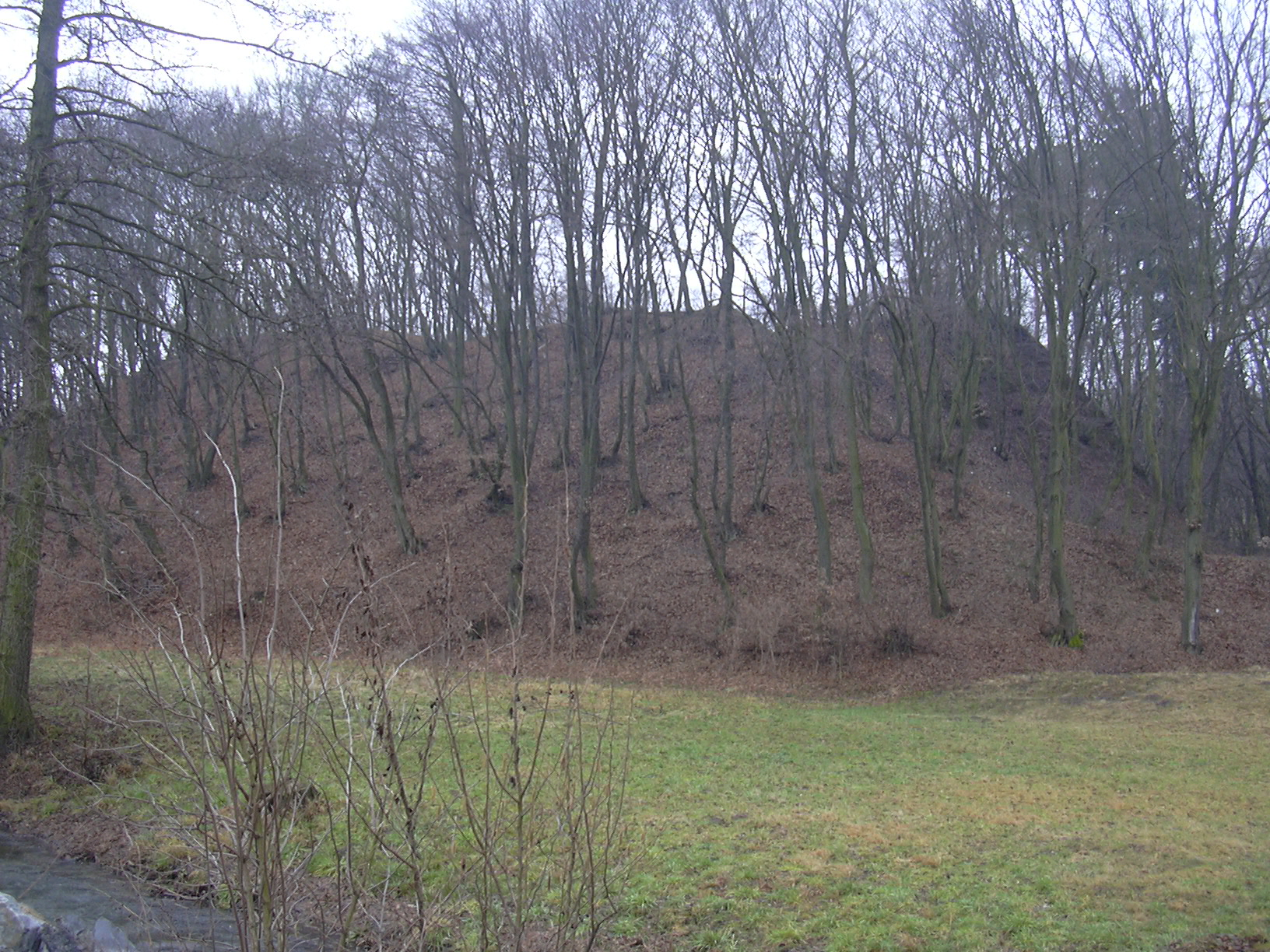
Val zaniklého hradu Dědice
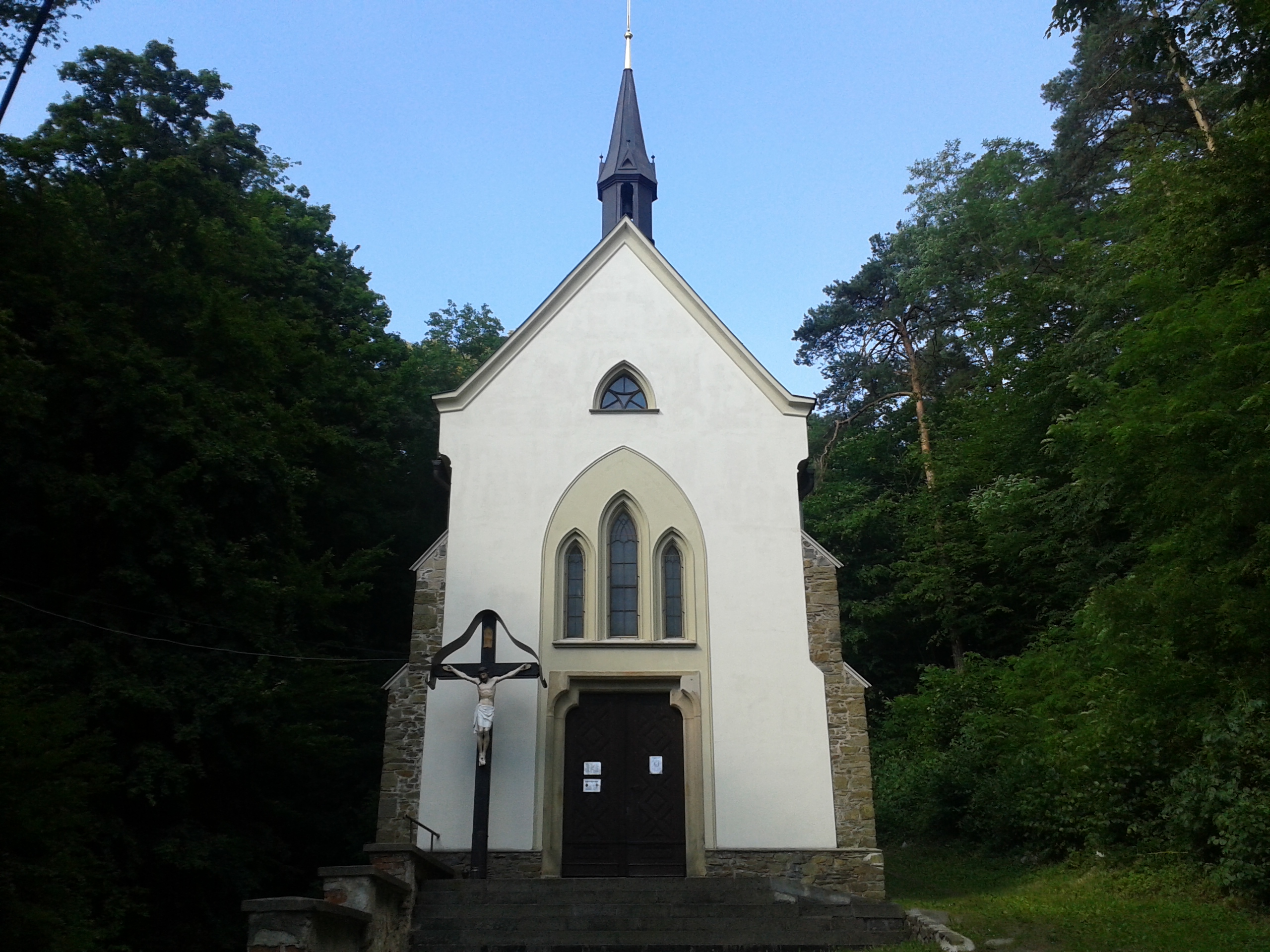
Kaple svatého Cyrila a Metoděje u Hamiltonů